# Винона (Канзас)
Винона (енгл. Winona) град је у америчкој савезној држави Канзас.

## Демографија
По попису из 2010. године број становника је 162, што је 66 (-28,9%) становника мање него 2000. године.
| Група             | 2000.       | 2010.       |
| Белци             | 222 (97,4%) | 155 (95,7%) |
| Афроамериканци    | 1 (0,4%)    | 0 (0,0%)    |
| Азијати           | 1 (0,4%)    | 1 (0,6%)    |
| Хиспаноамериканци | 2 (0,9%)    | 5 (3,1%)    |
| Укупно            | 228         | 162         |